# 黄俊华 (1963年)
黄俊华（1963年8月—），男，壮族，广西德保人，中华人民共和国政治人物，曾任中共梧州市委书记，梧州市人大常委会主任，广西壮族自治区人民政府副主席，现任广西壮族自治区政协副主席、第十四届全国人大常委会代表资格审查委员会委员、全国人大民族委员会副主任委員。